# Bono di Napoli
Bono (Napoli, 786 – Napoli, 9 gennaio 834) fu duca di Napoli dall'832 all'834.

## Biografia
Successe a Stefano III nel luglio del 832.
Di famiglia aristocratica napoletana, tentò di restituire alla città di Napoli maggiore stabilità politica, economica e culturale. Mentre si trattava un armistizio tra ambasciatori inviati da Sicone di Benevento e quelli di Stefano III, partecipò ad una congiura organizzata dai suoi, prima alleati, poi acerrimi nemici, i Longobardi, svoltasi dinanzi all'antica cattedrale di Napoli la Stephania, dove un gruppo di estremisti filo longobardi, a cui faceva capo Bono, aggredirono Stefano III e lo uccisero.
Successivamente, dopo l'assassinio di Stefano III, Bono, impadronitosi del potere, fece uccidere alcuni dei suoi complici, mentre altri li costrinse all'esilio a vita.
Il ducato di Napoli stava uscendo da un periodo infelice, dovuto alle continue lotte tra fazioni interne, indebolita dalle continue sconfitte Longobarde, costretta alla resa dopo l'uccisione di Stefano III, ed al vassallaggio politico ed economico vincolato proprio al principato di Benevento.
Tuttavia Bono seppe dar prove delle sue capacità militari e politiche. Approfittando della morte del principe di Benevento Sicone, avvenuta nell'agosto 832, e l'aggravarsi della situazione per la disputa del suo successore, strette nuove alleanze tra cui i saraceni, diretti nemici dei Longobardi. Proprio con i saraceni, padroni della Sicilia, si deve con molta probabilità la ragione principale del violento conflitto di potere tra il vescovo di Napoli Tiberio ed il duca di Napoli, Bono. Conflitto che culminò con la deposizione di Tiberio e con l'elezione di un altro vescovo, Giovanni detto lo Scriba.
Il Duca di Napoli continuò la sua politica di riconquista dei territori perduti ad opera dei Longobardi. Tra l'autunno del 832 e la fine del 833 fu l'artefice, con il suo esercito, di una successione di scorrerie e saccheggi, durante le quali vennero riconquistati terreni come, la Terra di Lavoro, la valle del Sarno, e la piana di Pompei. L'esercito napoletano guidato da Bono si spinse fino al castello longobardo di Forchia, a tal punto di minacciare lo stesso Principato di Benevento. Rientrò in Napoli vittorioso e come salvatore della patria, ma non fu in grado di completare l'opera di riconquista poiché il 9 gennaio 834, dopo solo un anno e sei mesi di governo, morì improvvisamente. Assicurò la sua successione sul ducato al figlio Leone.